# Villagonzalo de Tormes
Villagonzalo de Tormes – gmina w Hiszpanii, w prowincji Salamanka, w Kastylii i León, o powierzchni 25,56 km². W 2011 roku gmina liczyła 224 mieszkańców.